# Tarantulanevel
De Tarantulanevel (NGC 2070) is een emissienevel in het sterrenbeeld Goudvis. Het hemelobject ligt ongeveer 179.000 lichtjaar van de Aarde verwijderd en werd in 1751 ontdekt door de Franse astronoom Nicolas Louis de Lacaille.
De Tarantulanevel is een H-II-gebied dat onderdeel uitmaakt van de Grote Magelhaense Wolk. Het is een extreem felle nevel, die tot een van de actiefste stervormende regio's uit de Lokale Groep behoort.  In het centrum van de nevel liggen de open sterrenhopen R136 en Hodge 301, waarvan de sterren de nevel ioniserende. R136 heeft een massa van ongeveer 450.000 zonnemassa's, wat indiceert dat het mogelijk ooit een bolvormige sterrenhoop zal worden.
Aan de rand van de Tarantulanevel lag de ster Sanduleak −69° 202 die in 1987 geëxplodeerd is als SN 1987A.

## Synoniemen
- 30 Doradus
- ESO 57-EN6
- GC 1269
- h 2941

## Afbeeldingen

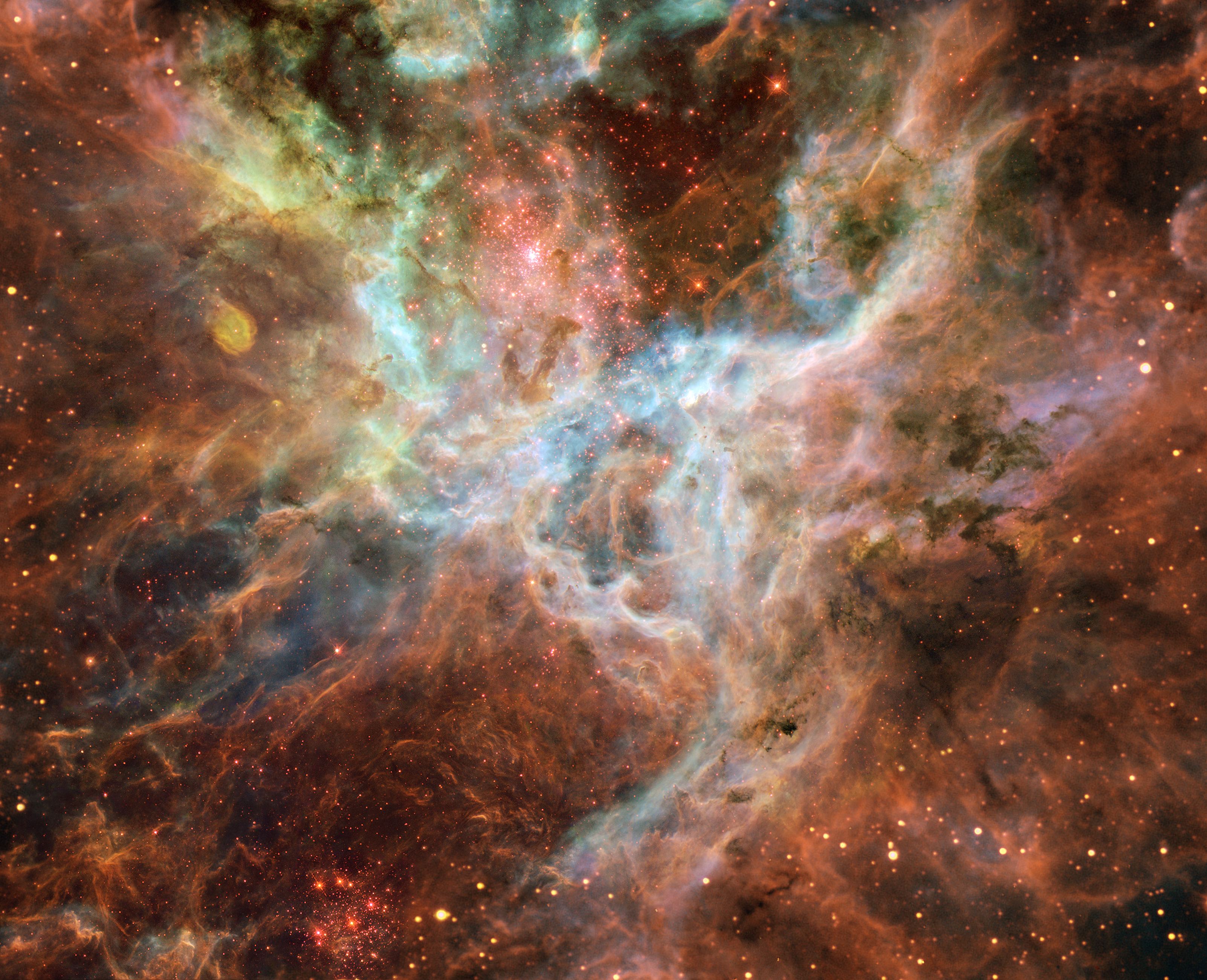
Het centrale deel van de Tarantulanevel (opname door de Hubble-telescoop)
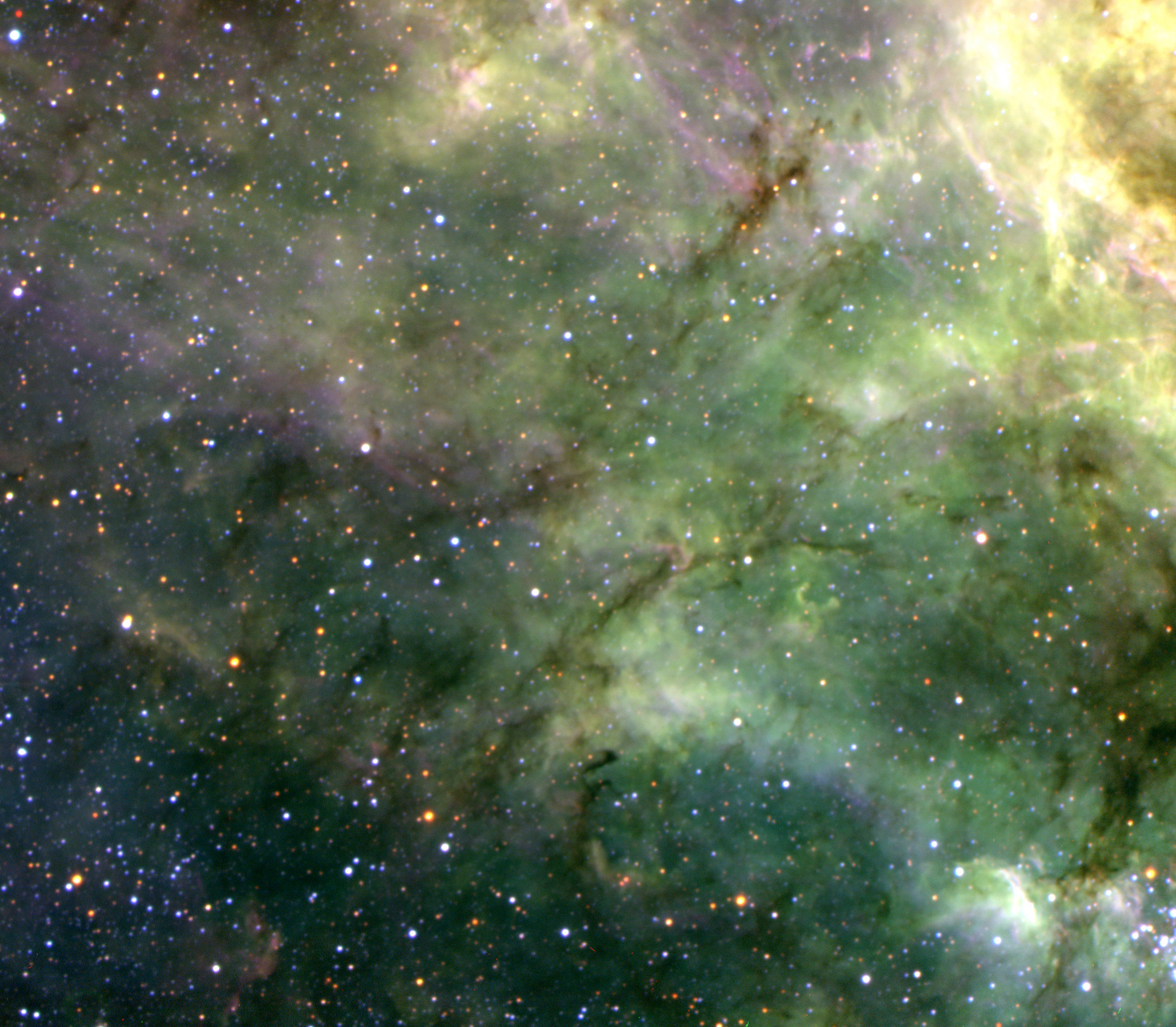
Filamenten van geïoniseerd gas
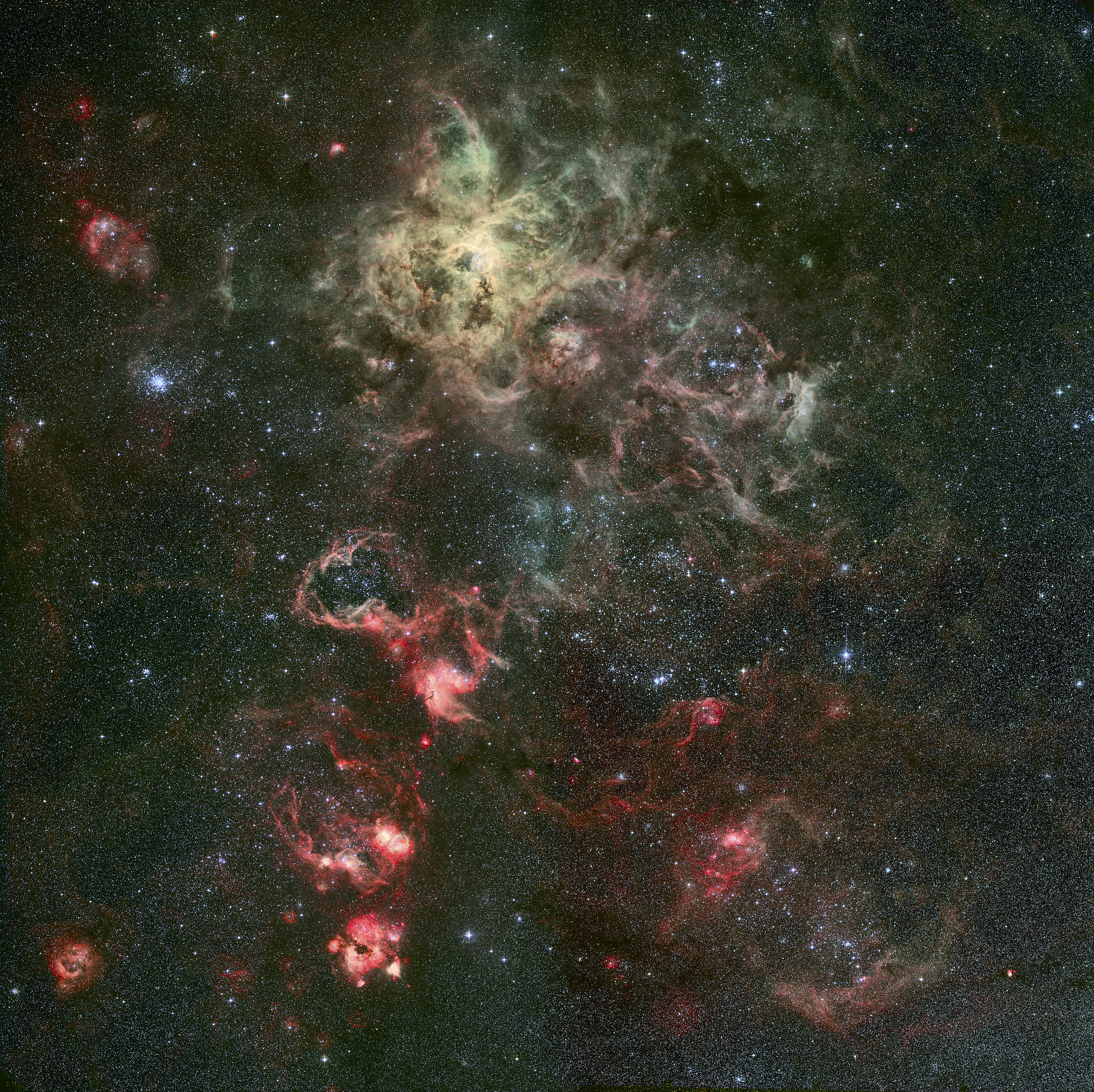
De Tarantulanevel met omliggende nevels en sterren
De Tarantulanevel door de NIRcam van de James Webb-ruimtetelescoop